# Humicola alopallonella
Humicola alopallonella är en svampart som beskrevs av Meyers & R.T. Moore 1960. Humicola alopallonella ingår i släktet Humicola och familjen Chaetomiaceae.   Inga underarter finns listade i Catalogue of Life.